# Cyathea exilis
Cyathea exilis är en ormbunkeart som beskrevs av Holtt. Cyathea exilis ingår i släktet Cyathea och familjen Cyatheaceae. Inga underarter finns listade.